# 東京荒川少年少女合唱隊
東京荒川少年少女合唱隊（とうきょうあらかわしょうねんしょうじょがっしょうたい）は、日本の児童合唱団である。

## 概要
東京都荒川区にある児童合唱団で、1965年に初代常任指導者であった渡邊顕麿（わたなべ あきまろ）によって創立された。
地域文化の向上、青少年の育成を目的として、年2回の定期演奏会や海外の児童合唱団とのジョイントコンサート、出張コンサートなど様々な活動を行っている。
オーケストラ付き大曲、オリジナル編曲での唱歌、童謡、クラシック、グレゴリオ聖歌など様々な曲を歌っている。東京下町を拠点とし、メッセージ性のある歌を伝えることをモットーとした児童合唱隊として様々な経験をふんでいる。
2002年1月より郡司博を常任指揮者兼指導者に迎え、6月に山神健志を指揮者兼指導者に迎える。
2007年8月より米谷毅彦（まいや たけひこ）を常任指揮者兼指導者に迎える。

## 活動

### 主な活動
- 1968年4月、オーケストラルスペース'68出演。 小澤征爾指揮 於 東京文化会館
- 1968年8月、合唱隊はじめてのみちのく演奏旅行。（釜石、盛岡）
- 1970年4月、合唱隊初めての海外演奏旅行。「中華民国」
- 1970年8月、合唱隊2回目の海外演奏旅行。「フィリピン演奏旅行」
- 1973年12月、ロシア冬の芸術祭へ出演。
- 1975年8月、創立10周年記念ヨーロッパ研修の旅1（ケルン、ソレム、ヴァチカンなど）
- 1978年8月、「みちのく演奏旅行2」（花巻、釜石、宮古、遠野、盛岡）
- 1978年10月、「森の歌」演奏会を開催。モスクワ放送合唱団 国立ソビエト交響楽団共演 於 神奈川県民会館
- 1979年7月、第2回東京音楽芸術祭へ出演。ブリテン「戦争レクイエム」ヴォルフガング・サヴァリッシュ指揮 NHK交響楽団共演
- 1980年8月、創立15周年記念ヨーロッパ研修の旅2（パリ、ソレム、アインジーデルン-スイス、ウィーンなど）
- 1981年2月、ヨハネ・パウロ2世 (ローマ教皇)来日記念「若者との対話」へ出演。於 日本武道館
- 1981年8月、「みちのく演奏旅行3」（一関、釜石、山田、遠野、盛岡）
- 1982年8月、「みちのく演奏旅行4」（仙台、釜石、遠野、盛岡）
  - 　同年、創立者の渡邉が正力松太郎賞を受賞している。
- 1983年8月、「みちのく演奏旅行5」（衣川、花巻、釜石、一関、盛岡）
- 1984年9月、「宮沢賢治のふるさとを訪ねて記念コンサート」（花巻市）
- 1985年8月、創立20周年記念ヨーロッパ研修の旅3（ソレム、フィレンツェ、アッシジなど）
- 1985年、　 日暮里サニーホールにて「ウィーン国立歌劇場少年少女合唱団」と共演
- 1988年11月、東京男声合唱団 - ウェイバックマシン（2007年8月25日アーカイブ分）第20回定期演奏会 ラフマニノフ「徹夜祷」へ賛助出演。於 石橋メモリアルホール
- 1994年3月、天皇陛下還暦奉祝演奏 於 宮内庁講堂
- 2002年4月、芸術での傑作オラトリアシリーズ第18弾「マタイ受難曲」へ出演。於 東京芸術大ホール。
- 2002年10月、「第5回 たちかわの夏音楽祭 立川国際クラシックコンサート」出演。演奏曲：マタイ受難曲。
- 2003年7月、韓国より韓国アカデミー児童合唱団をむかえ、荒川区：サンパール荒川、西国分寺：いずみホールでジョイント演奏会を行う。
- 2004年4月、マーラー作「千人の交響曲」を新宿文化センター、埼玉会館、みなとみらいホールにて、ガリー・ベルティーニ指揮で公演する。
- 2005年8月、ホルスト・マイナルデュス指揮によるブリテン作「戦争レクイエム」へ出演、同12月に「創立40周年記念コンサート」を行う。
- 2006年2月、小平コーラス・アカデミーフレンドリーコンサート「ゆめ 〜こどもと大人のための交響歌〜」へ出演。指揮 郡司博。
- 2006年4月、「日本のこどもたちへ 〜佐藤敏直の世界〜」へ出演。郡司博の指揮によって「こどものうた」の初演を行う。
- 2006年8月、北日本フィルハーモニー管弦楽団、第18回定期演奏会へ賛助出演し、北海道5市の児童合唱団と「こどもたちのための交響歌」を歌い交流を深めた。
- 2006年8月、荒川区、ウィーン ドナウシュタット区友好都市提携10周年記念「あらかわ・ウィーン ふれあいコンサート」サンパール荒川にて開催。
- 2007年12月、定期演奏会にてオペラ「ヘンゼルとグレーテル」を上演。
- 2008年8月、「つくば市・荒川区ジョイントコンサート」へ出演。
- 2009年5月、「原爆の図 丸木美術館ミニコンサート」開催。
- 2009年8月、「福島市・荒川区ジョイントコンサート」へ出演。
- 2009年9月、「クラシックセレブ アートフルコンサート」サントリーホールにて、秋川雅史（テノール）澤畑恵美（ソプラノ）大島幾雄（バリトン）NHK交響楽団メンバーによる室内オーケストラに出演。
- 2010年4月、「第2回尾久初空襲を忘れないコンサート」へ出演。
- 2010年5月、「明治大学マンドリン倶楽部演奏会」へ出演。
- 2010年5月、「原爆の図 丸木美術館 開館式典」へ出演。
- 2010年6月、「ア・カペラ♪カンタービレ!クラシックス」へ出演。共演は瀬川忍 他。
- 2010年12月、JR東日本・フェリシモ共催「ハッピートイズ・プロジェクト」へ出演。
- 2011年2月、「オーケストラ ハモン第24回定期演奏会～マーラー 交響曲第3番 ニ短調」へ出演。於　ミューザ川崎シンフォニーホール。
- 2011年4月、「チェルノブイリ25周年 救援キャンペーン」へ出演。共演はクミコ。
- 2011年7月、「東日本大震災支援活動報告」へ出演。於 サンパール荒川。
- 2011年8月、「荒川区・ ウィーン市ドナウシュタット区友好交流15周年記念式典」参加のためウィーンへ遠征、演奏。
- 2011年11月、「原爆の図 丸木美術館ミニコンサート」開催。
- 2012年2月、「第2回サンパール荒川フェスティバル」へ出演。
- 2012年3月、「復興応援コンサート（釜石市）」荒川区の友好交流都市である岩手県釜石市にて、復興応援コンサートを開催。
- 2012年5月、「あらかわキャラバン事業～東日本大震災復興応援コンサート」展示報告会を荒川区役所で開催。
- 2012年7月、「清里聖アンデレ教会」にてコンサート開催。
- 2012年9月、「原爆の図 丸木美術館ミニコンサート」開催。
- 2012年10月、「第1回　にっぽり電車まつり」ミニコンサートに参加。
- 2012年10月、「養育家庭体験発表会コンサート」に参加。
- 2012年10月、「第７１回　荒川区民音楽会」にへ出演。
- 2012年11月、 JR東日本・フェリシモ共催「ハッピートイズ・プロジェクト」へ出演。
- 2012年11月、「秩父市・荒川区音楽交流会コンサート」へ出演　共演　秩父第一小学校コーラス部、高篠小学校しののめ合唱団。　於ミューズパーク音楽堂。
- 2012年11月、「にっぽりマルシェ」ミニコンサートに参加
- 2013年3月、 「東日本大震災パネル展・メモリアルコンサート」開催。
- 2013年3月、 「谷村新司トーク＆ライブキャラバン　ココロの学校」谷村新司さんと共演。
- 2013年6月、 「初夏に響く、教会音楽の午後」に出演。　於　内村鑑三の記念講堂。
- 2013年8月、 「第28回　国民文化祭・やまなし2013　〜 ジュニアコーラスの祭典　in　ほくと 〜」へ参加。

### 主な定期演奏会
- 1966年4月、第1回定期演奏会「はじめての、ていき、えんそうかい」於 東京文化会館
- 1971年4月、第10回定期演奏会「高田三郎の宗教音楽をたずねて」於 東京カテドラル聖マリア大聖堂 客演指揮：高田三郎、水嶋良雄
- 1975年9月、第20回定期演奏会「湯山昭の音楽をたずねて その2」於 日本都市センターホール。客演指揮：高田三郎、水嶋良雄、蒔田尚昊
- 1977年4月20-24日、第29回定期演奏会「～ふたたび みちのくの心のひだをたずねて～」於 花巻市文化会館、釜石市区民大ホール、宮古市民文化会館大ホール、遠野市民センター大ホール、岩手教育会館大ホール
- 1977年11月、第30回定期演奏会「こどものイマージュ、黙示録によるモテット、典礼聖歌」於 東京カテドラル聖マリア大聖堂。客演指揮：高田三郎、水嶋良雄
- 1980年9月、第40回定期演奏会「日本における少年少女合唱へのもうひとつのアプローチ」於 上野学園石橋メモリアルホール。客演指揮：田中信昭 - ウェイバックマシン（2005年12月23日アーカイブ分）
- 1983年11月、第50回定期演奏会「東洋のひびき そのはるかな道をもとめて」於 築地本願寺。客演指揮：高田三郎、水嶋良雄
- 1985年4月、第54回定期演奏会「創立20周年を記念して ～三善晃の音楽をたずねて その3～」客演指揮：田中信昭、語り：三善晃、ピアノ：田中瑤子
- 1994年11月、第100回定期演奏会「合唱音楽のふるさとをたずねて 〜メサイア〜」於 東京カテドラル聖マリア大聖堂。指揮：渡邊顕麿
- 2010年8月、第134回定期演奏会「体で感じ、全身で歌おう!」指揮：米谷毅彦
- 2010年12月、第135回定期演奏会「ワルツにのって新年を迎えよう!」オペレッタ「こうもり」指揮：米谷毅彦
- 2011年8月、第136回定期演奏会「ドナウ河の風とウィーンの響き」指揮：米谷毅彦
- 2011年12月、第137回定期演奏会「一つの音が"音楽"に生まれ変わる時」ミュージカル 「サウンド・オブ・ミュージック」指揮：米谷毅彦、振付：藤村はるか
- 2012年8月、第138回定期演奏会「未来を託された子供達」指揮：米谷毅彦
- 2012年12月、第139回定期演奏会「平和への祈りがきこえますか？」指揮：米谷毅彦

### ウィーン遠征
合唱隊は過去にヨーロッパ、アジア、中東、アメリカなど様々な国へ遠征、演奏してきている。
2011年8月、合唱隊は「荒川区・ ウィーン市ドナウシュタット区友好交流15周年記念式典」へ参加するため、オーストリアのウィーンへ遠征した。ウィーン郊外ドナウシュタット区と荒川区は平成8年に「友好都市」となっており、交換留学生による国際交流や、荒川区南千住駅東口広場に「ドナウ広場」、その脇に続く道路に「ドナウ通り」という愛称もつけられている。同じ様に、ドナウシュタット区の道路にも「荒川通り」や「東京通り」という愛称がつけられており、「東京通り」沿いの建物に「荒川区と友達」と題するモザイク壁画がつくられているという関係。今回の遠征には、2011年3月の東日本大震災後に差しのべられた様々な支援に感謝し、復興に向かう日本の元気を伝えるという大きな目的があった。計4回の演奏を締めくくる最後のドナウシュタット区の教会では、満員の観客からスタンディングオベーションを受けた。ウィーン遠征で観客に書いてもらった感想や応援メッセージなどを、一つの大きな旗とし大切に保管している。

### 釜石市との関係
荒川区と岩手県釜石市は「友好交流都市」となっている。夕刻になると、荒川区の町全体に流れる曲がある。荒川区民の歌「あらかわ 〜そして未来へ」（作詞：高野政義、作曲：弦哲也）である。この曲は、1982年に区政施行50周年を迎えた荒川区が、区の誕生半世紀を記念する行事として、区民みんなが楽しめる歌というコンセプトの下「区民の歌」として作られた。作曲は荒川区にゆかりのある弦哲也（げんてつや）に依頼。作詞は公募だった。弦を含む審査委員17人による選考によって歌詞が選ばれた。その17人の選考委員の一人が渡邊顕麿であった。
選考時、「夢を追う人が住み、温かい心がかよう」という高野の歌詞が「平凡すぎる」と一人の著名な委員が異を唱えた。それに対し渡邊は「私は平凡だとは思いません。私はこの荒川で多くの人にお会いして、今ここで目を閉じれば、夢を追ってる人、心のとても温かい人、そういう大勢の人の顔を思い浮かべることができる。平凡ではなく、荒川区にふさわしい良い詩です。」と言った。この渡邊の一言で高野政義の詞に決まった。
後に渡邊の手により、故郷である岩手県釜石市で歌詞を少し変え、釜石市の愛唱歌『この町そして未来へ』として現在も市民に親しまれ歌われており、釜石市内には歌詞の石碑まで存在する。これらの事が縁となり、荒川区と釜石市の友好交流が始まり、渡邊が釜石で創立した合唱団とも交流がある。
荒川区では2011年の東日本大震災直後に給水車を派遣し、様々な形で支援活動を継続しており、その一環として2012年3月に「あらかわキャラバン事業 〜東日本大震災復興応援」として、東京荒川少年少女合唱隊による釜石市での復興応援コンサートが実現した。今回の釜石復興応援コンサートの中で、「あらかわ 〜そして未来へ」と「この町そして未来へ」の歌詞を合わせた曲を会場の観客と一緒に歌い深い感動を呼んだ。この模様は、荒川ケーブルテレビの特集番組内で放送された。
2012年1月 - 4月、荒川区社会福祉協議会の主催により、釜石市民の文化・スポーツ活動の復興を応援する「釜石市民元気応援プロジェクト」が行われた。最終的には26,000人以上の人から支持され、1,600万円以上の募金が集まった。

### 丸木美術館コンサート
合唱隊では、メンバーの情操教育の一環として、「原爆の図：丸木美術館コンサート」を2009年から毎年実施している。この演奏会は、「未来をたくされた子供たち」の立場から、丸木夫妻の絵を通し、その作品の在る空間で歌うというスタイルをとっている。力強く、メッセージ性のある絵画と合唱芸術とのコラボレーションにより、「戦争」というものを肌と心で感じながらの演奏会は近年好評を博している。

## 初演
- 1972年4月 「川と少年〜少年合唱のためのファンタジー〜」（委嘱作品）『どんぶらこっこ』『おばけ煙突』『空の川』『水の匂い』『＜ぜったいに＞は否定の副詞』『ぼくは川』作曲：湯山昭、作詞：阪田寛夫（詩も委嘱）
- 1972年 「春の風」（委嘱作品）作曲：廣瀬量平、作詞：和田徹三
- 1972年 「Ti-Sarana＝三帰依」（委嘱作品）作曲：廣瀬量平
- 1972年6月 - 1980年 「黙示録による三つのモテット 作品11・14・16・18・22・29・32・37」（委嘱作品）作曲：蒔田尚昊
- 1974年、1975年 「狐のうた～声楽合唱・語り・ピアノのための」（委嘱作品）作品『醜聞』『訓戒』作曲：三善晃、詩：會田綱雄
- 1974年11月 「合唱組曲・こどものイマージュ」（委嘱作品）『はるだ』『きのうも雨』『わざとでしょ』『へんだな』

『おしくら饅頭』『猫死んじゃった』『きがきじゃない』『小さなたまご』『ひふみよいつつ』『小さいけれど』作曲：若松正司、詩：中山知子
- 1980年 「生まれてから～児童合唱、パーカッションのための」（委嘱作品）『生まれてから』『太鼓打ち』『ふしめ』『なによりもまず』作曲：新実徳英、詩：木島始
- 1983年 「合唱組曲 この地上」『虎』『蝉』『鱒』『蓮花』『白い馬』作曲：高田三郎、詩：高野喜久男
- 1983年 「しんらん〜音楽法要〜」（委嘱編曲作品）編曲：松下眞一・加藤學
- 1983年7月 「頌（しょう）～オルガンと児童合唱による」（委嘱作品）作曲：本間雅夫
- 1983年7月 「ヨハネによる福音～混声合唱と管弦楽のための～」（豊中混声合唱団と共同委嘱）作曲：高田三郎
  - 『第一章・初めにみことばがあった ヨハネ福音書 1・1-14』
  - 『第二章・一粒の麦が地に落ちて ヨハネ福音書 1・24-25』
  - 『第三章・父よ 時がきました ヨハネ福音書 17・1、4、5、6、7、8、9・17~21、23』
- 2006年4月 「こどものうた」から「朝っていいな・きいろい春・秋だ」作曲：佐藤敏直
- 2011年12月 「わかばのうた」「雨は林です」作曲：横山恵理子、作詞：まど・みちお

## 出演
ミュージックフェアー
- ネプリーグ
- おはスタ
- 荒川ケーブルテレビ「釜石遠征特集」

### CD録音など
- みんなのうた「小さな世界」
- 「小さな世界がいっぱい 」
- 「よいこのメリークリスマス」
- 「ミッキーマウス・マーチがいっぱい」
- 「ディズニー よいこのドライブ・ミュージック」
- 「みんなでうたおう よいこのディズニー・ソング (1) ミッキーマウス・マーチ」
- 「みんなでうたおう よいこのディズニー・ソング (2) 小さな世界」
- 「ミニーといっしょ ミニーマウスのキャリーケース付 [Limited Edition] 」
- 「こどもたちに伝えたい~よいこの童謡・唱歌-四季」 童謡・唱歌
- 「小学生のための「ハロー!マイソング」 3 ～低学年向き3 」
- 「ディズニー よいこのドライブ・ミュージック」
- 「みんなで歌う ファミリー・クリスマス」
- 「そらでえんそくしてみたい~たのしい年中行事のうた 幼稚園・保育園用 」
- 「高田三郎の典礼聖歌/東京荒川少年少女合唱隊のうたうこころの歌」
- 「高田三郎の典礼聖歌 I 」
- 「高田三郎の典礼聖歌 II 」
- 「日本の「典礼聖歌」」
- 「こどもさんびかベスト」
- 「宗教音楽をたずねて」
- 「宗教音楽をたずねて (2) 」
- 「宗教音楽をたずねて (3) 」
- 「児童合唱～三善晃作品集 (1) 」
- 「石川進 ベスト」
- 「決定版!キャンプ・ソング」
- 「唱歌」
- 「唱歌 ベスト」
- 「決定版!唱歌」
- 「決定盤!唱歌ベスト30」
- 「ぼくとわたしの唱歌 」
- 「日本の唱歌大全集」
- 「マザーグースのうた」
- 「マザーグースのうた (2) 」
- 「マザーグースのうた (3) 」
- 「きがえできるよ(絵本付き)」
- 「遊びの時に聴く音楽」
- 「かあさんおかたをたたきましょ」
- 「わたしの赤ちゃん～ごきげん遊び」
- 「ママと一緒に･･･たのしいどうよう」
- 「ママが選んだどうよう ベスト」
- 「うたって・おどってあそぼう! 」
- 「0～1才のためのどうよう」
- 「1才がきくどうよう」
- 「2才がきくどうよう」
- 「3才がきくどうよう」
- 「小学生の音楽鑑賞 1年生」
- 「よいこのどうよう (5) 」

### アニメ・特撮の歌
- 「ど根性ガエル」主題歌
- 「戦えミラーマン」(「ミラーマン」エンディング曲2)
- 「ジャンボーグA」主題歌
- 「ダイゴロウ対ゴリアス(「怪獣大奮戦 ダイゴロウ対ゴリアス 」オープニング曲)
- 「駆けろバンキッド」(「円盤戦争バンキッド」オープニング曲)
- 「超常スマッシュ!ギンガイザー」(「超合体魔術ロボ ギンガイザー」オープニング曲)
- 「さがしに行かないか」(「超合体魔術ロボ ギンガイザー」エンディング曲）
- 「魔法の妖精ペルシャ/おはよう!スパンク」CD

## 主な出身者
- 片岡鶴太郎（タレント、俳優、歌手、プロボクサー、画家）：1期生
- 中川緑（NHKアナウンサー）
- 葭田晃（合唱指揮者）